# NGC 309
NGC 309 é uma galáxia espiral barrada (SBc) localizada na direcção da constelação de Cetus. Possui uma declinação de -09° 54' 51" e uma ascensão recta de 0 horas, 56 minutos e 42,6 segundos.
A galáxia NGC 309 foi descoberta em 1877 por Ernst Wilhelm Leberecht Tempel.